# منتخب إيران لكرة الهدف للسيدات

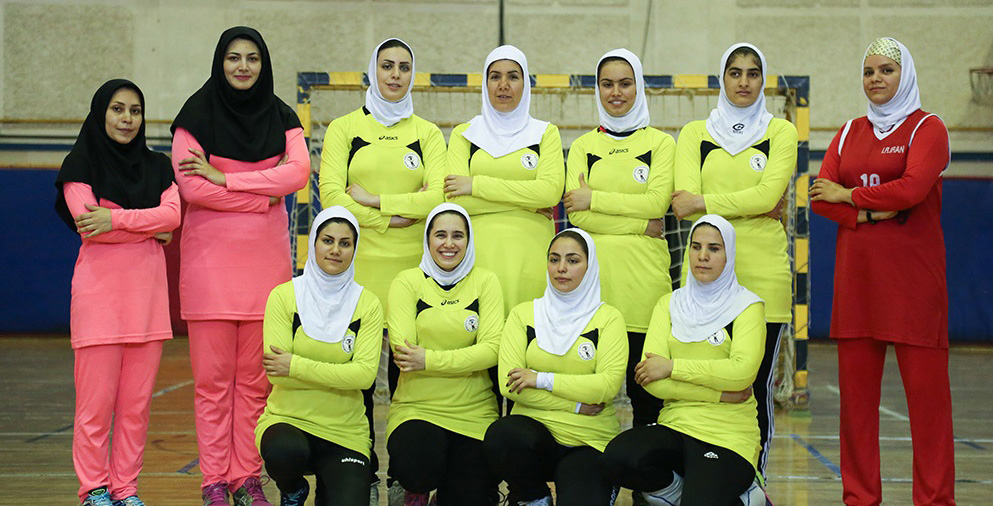

منتخب إيران لكرة الهدف للسيدات (بالفارسية: تیم ملی گلبال زنان ایران) هو ممثل إيران الرسمي في المنافسات الدولية في كرة الهدف للسيدات
.